# 帚木 (源氏物語)
| 源氏物語五十四帖 |        |    |        |
| 各帖のあらすじ   |        |    |        |
| 帖               | 名     | 帖 | 名     |
| 1                | 桐壺   | 28 | 野分   |
| 2                | 帚木   | 29 | 行幸   |
| 3                | 空蝉   | 30 | 藤袴   |
| 4                | 夕顔   | 31 | 真木柱 |
| 5                | 若紫   | 32 | 梅枝   |
| 6                | 末摘花 | 33 | 藤裏葉 |
| 7                | 紅葉賀 | 34 | 若菜   |
| 8                | 花宴   | 35 | 柏木   |
| 9                | 葵     | 36 | 横笛   |
| 10               | 賢木   | 37 | 鈴虫   |
| 11               | 花散里 | 38 | 夕霧   |
| 12               | 須磨   | 39 | 御法   |
| 13               | 明石   | 40 | 幻     |
| 14               | 澪標   | 41 | 雲隠   |
| 15               | 蓬生   | 42 | 匂宮   |
| 16               | 関屋   | 43 | 紅梅   |
| 17               | 絵合   | 44 | 竹河   |
| 18               | 松風   | 45 | 橋姫   |
| 19               | 薄雲   | 46 | 椎本   |
| 20               | 朝顔   | 47 | 総角   |
| 21               | 少女   | 48 | 早蕨   |
| 22               | 玉鬘   | 49 | 宿木   |
| 23               | 初音   | 50 | 東屋   |
| 24               | 胡蝶   | 51 | 浮舟   |
| 25               | 蛍     | 52 | 蜻蛉   |
| 26               | 常夏   | 53 | 手習   |
| 27               | 篝火   | 54 | 夢浮橋 |

「帚木」（ははきぎ）は、『源氏物語』五十四帖の巻名の一つ。「桐壺」に続く第2帖。本帖とそれに続く「空蝉」・「夕顔」の三帖をまとめて「帚木三帖」と呼ぶことがある。
巻名は作中で光源氏と空蝉が交わした和歌「帚木の心をしらでその原の道にあやなくまどひぬるかな」及び「数ならぬ伏屋に生ふる名のうさにあるにもあらず消ゆる帚木」に因む。
さまざまな理由から「桐壺」巻と「帚木」巻の間に「輝く日の宮」なる巻があったとされることがある。

## 年立
「帚木」は第1帖である「桐壺」の後の話を描いているが、すぐ後に続く話ではない。読者は数年間の時間が経過している事は感じ取れるものの、「帚木」巻内の本文中には、源氏の年齢は、つまり正確にいつの事かは記されていない。更にはこの後、第一部の最後である「藤裏葉」巻まで源氏の年齢は明かされる事はない。
「帚木」巻以降の光源氏の年齢は、「藤裏葉」に至るまでの記述を拾い上げて、逆算していくことにより明らかにされてきた。そのような研究の成果が(源氏物語)年立と呼ばれるものであり、本帖での光源氏の年齢は現在一般に使用されている本居宣長による年立(「新年立」)では17歳とされている。ただし以前よく使われていた一条兼良がまとめた年立(「旧年立」)では16歳となり、昔はこの他にも15歳説や19歳説も存在した。

## あらすじ
光源氏17歳の夏。
五月雨の夜、17歳になった光源氏のもとに、頭中将が訪ねてきた。さらに左馬頭（さまのかみ）と藤式部丞（とうしきぶのじょう）も交えて、4人で女性談義をすることになる。この場面は慣例的に『雨夜の品定め』（あまよのしなさだめ）と呼ばれる。「夕顔」巻には、「ありしあま夜のしなさだめの後いぶかしく思ほしなるしなじなあるに」とある。
左馬頭は、妻として完全な女などない。家を治めるのは国よりもむずかしい。妻選びに苦労するのは好色からだけではないが、真実な心の女が望ましいといい、体験談として嫉妬深い女が左馬頭の指に食いつき、これに腹が立ち、かえりみなかった間に死んでしまった。嫉妬さえなければよい女であったのに惜しいという。つぎに、浮気な女には他に男がいて、それを見つけたので別れたという。結論としてそのときどきに必要な良識や判断があって、でしゃばらない謙遜している女がよいという。
頭中将は、女性と付き合うなら「中の品」（中流）の女性が一番よいと前置きし、子までもうけた内縁の妻の話をする。その女は頭中将の正妻（弘徽殿女御の妹）の嫌がらせにあい、現在も行方がわからない、女児がいたため今も忘れられず、思い出すと悲しいと語る（後に内縁の妻が夕顔、子供が玉鬘だということがわかる）。
藤式部丞は、博士の女に言い寄り、女が賢女ぶっていろいろ教えてくれたが、無学者の身では頭があがらず足も遠のき、たまたま女がニンニクを食べてくさかったときに訪ねて逃げ帰ったという。
翌日、紀伊守の屋敷に方違えのために訪れた源氏は、前日話題となった中流階級の女性である空蝉（伊予介の後妻）のことを聞き、かいま見て、興味を持ち、深夜にその部屋に忍び込み、強引に一夜を共にする。
あの一夜以来、空蝉を忘れられない源氏。そこで源氏は、紀伊守に計って彼女の弟・小君を近侍として自分の元で仕えさせることにする。源氏から文を託された小君は、空蝉に文を届けるが「お断り申し上げなさい。」と叱られる。姉の返事を源氏に伝えると、（何故ここまでつれなくされるのか？）と自分になびかない空蝉を、『竹取物語』の「なよ竹（かぐや姫）」になぞらえる源氏だった。源氏はふたたび中河の家に行き、空蝉は源氏をさけて会わない。